# Stane Suhadolnik
Stane (Stanislav) Suhadolnik, slovenski jezikoslovec, * 20. november 1919, Borovnica, † 10. avgust 1992.
Suhadolnik se je šolal v Škofovih zavodih v Šentvidu, kjer je leta 1939 maturiral. V gimnaziji in med študijem se je pobliže spoznaval s slovenščino in se je ljubiteljsko ukvarjal s pesništvom, kasneje pa se je posvetil slovenistiki. Med drugo svetovno vojno je prekinil študij in ga je nadaljeval po vojni ob delu. Od leta 1945 je namreč učil na nižji gimnazji v Kamniku, diplomiral pa je leta 1946. 
Po diplomi sta ga Fran Ramovš in Jakob Šolar povabila k sodelovanju v pripravi gradiva za Slovar slovenskega knjižnega jezika. Medtem je tri leta učil na gimnaziji v Celju in osem let na slovenski in italijanski gimnaziji v Kopru. 
Med službovanjem v Kopru je začel zbirati slovensko pomorsko izrazje, ki je bilo pozneje vključeno v slovarsko kartoteko Inštituta za slovenski jezik SAZU. Poleg tega se je takrat začel ukvarjati tudi z jezikovnim in etnološkim raziskovanjem slovenske Istre.
Leta 1959 se je začel sistematično ukvarjati s slovenskim knjižnim slovaropisjem, takrat pa je dobil tudi stalno mesto na Inštitutu za slovenski jezik SAZU, kjer je bil sprva asistent, kasneje višji strokovni sodelavec in od leta 1975 svetnik. Po upokojitvi leta 1982 je bil član in tajnik glavnega uredniškega odbora SSKJ, tam pa je skrbel za usklajeno delovanje vseh faz in postopkov pri nastajanju slovarja ter za uvajanje in usposabljanje novih redaktorjev. Za jezikovno podobo je skrbel tudi pri Enciklopediji Slovenije.